# Anthurium lennartii
Anthurium lennartii är en kallaväxtart som beskrevs av Thomas Bernard Croat. Anthurium lennartii ingår i släktet Anthurium och familjen kallaväxter. Inga underarter finns listade.